# گئورگ البرگ
گئورگ البرگ (انگلیسی: Georg Åberg؛ ۲۰ ژانویه ۱۸۹۳ – ۱۸ اوت ۱۹۴۶ (aged 53)) ورزشکار دو و میدانی اهل سوئد بود.
وی در مسابقات کشوری و بین‌المللی در مجموع برندهٔ ۱ مدال نقره، ۱ مدال برنز شده‌است.